# Västra Fisktjärnen, Jämtland
Västra Fisktjärnen är en sjö i Krokoms kommun i Jämtland och ingår i Indalsälvens huvudavrinningsområde. Sjön har en area på 0,0646 kvadratkilometer och ligger 420,2 meter över havet.

## Delavrinningsområde
Västra Fisktjärnen ingår i det delavrinningsområde (708959-142074) som SMHI kallar för Mynnar i Häggsjön. Medelhöjden är 464 meter över havet och ytan är 16,15 kvadratkilometer. Räknas de 11 avrinningsområdena uppströms in blir den ackumulerade arean 115,24 kvadratkilometer. Bakvattsån som avvattnar avrinningsområdet har biflödesordning 4, vilket innebär att vattnet flödar genom totalt 4 vattendrag innan det når havet efter 285 kilometer. Avrinningsområdet består mestadels av skog (81 procent). Avrinningsområdet har 0,1 kvadratkilometer vattenytor vilket ger det en sjöprocent på 0,6 procent.